# Abdel Sattar Sabry
Abdel Sattar Sabry (al-Qāhira, 26 marzo 1970) è un ex calciatore egiziano, di ruolo centrocampista.